# Aquarius (film)
Aquarius is een Braziliaanse film uit 2016, geschreven en geregisseerd door Kleber Mendonça Filho. De film ging op 17 mei in première op het filmfestival van Cannes in de competitie voor de Gouden Palm.

## Verhaal
Clara is een 65-jarige weduwe en gepensioneerd muziekcriticus. Ze werd geboren in een rijke traditionele familie in Recife. Ze is de enige bewoonster van Aquarius, een twee verdiepingen tellend gebouw uit de jaren 1940, dat aan de zee gelegen is. Alle naburige appartementen zijn reeds opgekocht door een bedrijf dat grootse plannen heeft voor de site. Maar Clara heeft de belofte gedaan om daar te blijven tot aan haar dood en weigert halsstarrig te vertrekken. Ze begint een zenuwslopende strijd tegen het bedrijf.

## Rolverdeling
| Acteur          | Personage    |
| --------------- | ------------ |
| Sonia Braga     | Clara        |
| Bárbara Colen   | Clara (jong) |
| Humberto Carrão | Diego        |
| Irandhir Santos | Roberval     |
| Maeve Jinkings  | Ana Paula    |
| Julia Bernat    | Julia        |
| Pedro Queiroz   | Tomás        |
| Zoraide Coleto  | Ladjane      |